# Эльдарская сосна (заповедник)
Заповедник «Эльдарская сосна» был создан в 2004 году на 1686 га административной площади Самухского района Азербайджана. Созданный заповедник ранее являлся филиалом Гёйгёльского заповедника.

## Цель создания
Цель создания заповедника — сохранение эльдарской сосны, являющейся редким эндемиком.
Территория заповедника «Эльдарская сосна» (392 гектара) действует с 1967 года как филиал Гёйгёльского природного заповедника.

## Документалистика
- Документальный фильм. Проект «9 чудес Азербайджана» общественного объединения IDEA (International Dialogue for Environmental Action). Руководитель: Лейла Алиева. Координатор: Хикмет Нагдалиев. Режиссер: Игорь Бышнев. Азербайджан, 2015 г (28 октября 2017). Göygöl Milli Parkı / Goygol National Park / Гейгёльский национальный парк. Россия-Культура. {{cite episode}}: |series= пропущен или пуст (справка); Внешняя ссылка в |credits= (справка)[1][2]